# アズマン・アドナン
アズマン・アドナン（マレー語: Azman Adnan、1971年11月1日 - ）は、マレーシアの元サッカー選手、現サッカー指導者。元サッカーマレーシア代表、元フットサルマレーシア代表。現役時代のポジションはFW。

## 経歴
1989年から1992年にかけてクアラルンプールFAに在籍し、1993年にセランゴールFAに移った。セランゴールFAではルスディ・スパルマンとタッグを組み活躍、マレーシアカップを中心に多くのタイトルを齎した。現在ではセランゴールFAのレジェンドの一人となっている。1999年にはペナンFAに移り、リーグで13得点を獲得し得点王に輝いた。2000年にはヌグリ・スンビランFAに移籍。2002年に再びセランゴールFAに移ったものの、翌年にヌグリ・スンビランFAに戻り、2003年に選手を引退した。

## 監督歴
選手引退後はクアラルンプールでユースアカデミーのコーチをしていたが、その後PDRM FAのアシスタントコーチ、ヘッドコーチを歴任した。

## 人物
彼は子供の頃から熱心なセランゴールFAのファンであった。母親はヌグリ・スンビラン州の出身であったが、父親がセランゴール州の出身であったためである。なお本人はムラカ州の生まれである。
また、アストロ・リアのSehati Berdansaというリアリティ番組に2007年に出演している。

## タイトル

### クラブ
クアラルンプールFA
- マレーシアカップ: 1989

セランゴールFA
- マレーシアリーグ・ディヴィジョン2: 1993
- マレーシアカップ: 1995,1996, 1997, 2002
- ピアラFAマレーシア: 1997
- スルタン・ハジ・アフメド・シャー・カップ: 1996, 1997, 2002

ヌグリ・スンビランFA
- ピアラFAマレーシア: 2003

### 個人
- マレーシア・スーパーリーグ得点王: 1999